# Ginding Herred
Ginding Herred var et herred i Ringkøbing Amt.  Det hed i Kong Valdemars Jordebog Getinghæreth, 1340: Gedingh, 1349 og 78: Gedyngh  og 1498: Gydinge. Det hørte i middelalderen  under Hardsyssel; Senere kom det under Lundenæs Len, og fra 1662 Bøvling Amt, som i 1671 blev forenet med Lundenæs Amt, indtil det i 1794 kom under det da oprettede Ringkøbing Amt.
Ginding Herred var det nordøstligste i amtet, og grænsede mod syd og vest til Hammerum Herred og Hjerm Herred, mod nordvest til Limfjorden (Venø Bugt), mod nord til Viborg Amt (Rødding og Hindborg Herreder) og mod øst til Viborg Amt (Fjends Herred og Lysgård Herred), hvor grænsen dannes af Karup Å. 
Indtil 1832 udgjorde Karup Å hele herredets grænse mod øst. I sydøst dannede åen skellet mod Hids Herred.
Tidligere hørte hele Bording Sogn og størstedelen af det senere Ilskov Sogn til Ginding Herred, men sognene blev 6. januar 1832 afstået til Hammerum Herred.

## Sogne i Ginding Herred
- Ejsing Sogn
- Estvad Sogn
- Grove Sogn
- Haderup Sogn
- Hodsager Sogn
- Ryde Sogn
- Rønbjerg Sogn
- Sahl Sogn
- Sevel Sogn
- Trandum Sogn (Ej vist på kort)
- Vinderup Sogn (Ej vist på kort)